# اچ‌ام‌اس یونیون (۱۸۱۱)
اچ‌ام‌اس یونیون (۱۸۱۱) (به انگلیسی: HMS Union (1811)) یک کشتی بود که طول آن ۱۸۶ فوت (۵۷ متر) بود. این کشتی در سال ۱۸۱۱ ساخته شد.